# Менженін (Ломжинський повіт)
Менженін (пол. Mężenin) — село в Польщі, у гміні Снядово Ломжинського повіту Підляського воєводства.
Населення — 66 осіб (2011).
У 1975-1998 роках село належало до Ломжинського воєводства.

## Демографія
Демографічна структура станом на 31 березня 2011 року:
|          | Загалом | Допрацездатний вік | Працездатний вік | Постпрацездатний вік |
| -------- | ------- | ------------------ | ---------------- | -------------------- |
| Чоловіки | 33      | 9                  | 23               | 1                    |
| Жінки    | 33      | 9                  | 17               | 7                    |
| Разом    | 66      | 18                 | 40               | 8                    |